# USB-ključ
USB-kljúč (angleško USB key, USB flash drive) je majhen priročni zunanji pomnilnik z vodilom USB. Uporablja se za prenos podatkov med digitalnimi napravami (računalniki). Ima mnogo večjo kapaciteto kot disketa in je preprostejši za uporabo od CD/DVD zapisovalnika. Narejen je iz ROM (flash RAM) čipov. Nima svoje energije za delovanje, jemlje jo iz gostitelja (računalnika). Razvili so ga v IBM leta 1998 kot zamenjavo za disketnik. Novejši modeli omogočajo zagon računalnika in programov in imajo nekaj GB prostora za shranjevanje.